# 하파에우 하마조치 지 쿠아드루스
하파에우 하마조치 지 쿠아드루스(포르투갈어: Rafael Ramazotti de Quadros, 1988년 8월 9일~)는 브라질의 축구 선수이다. 포지션은 공격수이며 현재 K리그3의 김해시청 축구단 소속이다. K리그에서의 등록명은 하마조치이다.